# Charleston (Virginia Occidentale)
Charleston è una città degli Stati Uniti d'America, capitale dello Stato della Virginia Occidentale e capoluogo della contea di Kanawha. La città è situata alla confluenza dei fiumi Elk e Kanawha. Charleston è la più grande città dello Stato; secondo una stima del 2005 la popolazione ammonta a 51 176 persone e, considerando l'area metropolitana, si arriverebbe a 307 763 abitanti (2004).
Le prime attività industriali di una certa importanza per l'economia di Charleston furono l'estrazione del sale e il primo pozzo di gas naturale. Più tardi l'economia cittadina e della regione circostante ruotò attorno all'estrazione del carbone.
Il primo insediamento permanente fu Fort Lee, costruito nel 1788, e nel 1791 Daniel Boone fu membro dell'assemblea della contea di Kanawha.

## Storia
Dopo la guerra di indipendenza i pionieri iniziarono a lasciare i loro vecchi insediamenti e molti migrarono nella parte occidentale della Virginia, all'epoca completamente selvaggia, iniziando a disboscarla e dissodarne il terreno.
La famiglia Bullitt si appropriò nel 1774 di 1 250 acri di terra alla foce del fiume Elk. Il terreno fu acquistato nel 1786 dal colonnello George Clendenin, comandante della compagnia dei Virginia Rangers, che nel 1788 costruì con i propri uomini il primo insediamento permanente, Fort Lee. Questa struttura occupava l'area che adesso è l'incrocio di Brooks Street e Kanawha Boulevard. Gli storici locali hanno ipotizzato che il nome di Charleston derivi dal nome del padre del colonnello Clendenin, Charles. Dapprima chiamata Charles Town fu più tardi abbreviata in Charleston per non confonderla con l'altra città di Charles Town ancora oggi presente nell'attuale West Virginia.
Sei anni dopo, nel 1794, l'Assemblea Generale della Virginia costituì ufficialmente Charleston, allora abitata da sole 35 persone in sette abitazioni, su un terreno di 40 acri.

## Geografia fisica
Secondo lo United States Census Bureau, la città ha una superficie totale di 84,59 km² (32,66 mi²), dei quali 81,64 km² (31,52 mi²) di territorio e 2,95 km² (1,14 mi²) di acque interne.

## Infrastrutture e trasporti
La città è servita dall'Aeroporto Yeager.

## Società

### Evoluzione demografica
Al censimento del 2000 la popolazione ammontava a 53 227 abitanti,, passati a 51 400 nel 2010.